# Thank you (今井美樹のアルバム)
『Thank you』（サンキュー）は、今井美樹の3枚目のライブ・アルバム。1996年6月21日に、フォーライフ・レコード（現フォーライフミュージックエンタテイメント）よりリリースされた。

## 解説
今井デビュー10周年を記念して作られた。1995年開催のライブツアー「LOVE OF MY LIFE」（音楽監督・菅野よう子）音源を収録した2枚組ライブCDと新録セルフカバー8cmCDで構成された3枚組スペシャル・アルバム。2021年現在一度も再発されていない。

## 収録曲
DISC.1
1. NOCTILUCA
2. 友だち
3. Boogie-Woogie Lonesome High-Heel
4. Miss You
5. Blue Moon Blue
6. after all
7. PIECE OF MY WISH
8. 春の日
9. Pray

DISC.2
1. Sunny Sunday
2. SATELLITE HOUR
3. 幸せになりたい
4. smells like you
5. The Days I Spent With You
6. 見つめていたい
7. sweet lovesweet pain
8. Bluebird
9. Ruby
10. Love Of My Life
11. 黄昏 （INSTRUMENTAL）

DISC.3
1. とっておきの朝を （retake from “Bewith”）
2. ふたりでスプラッシュ （retake from “elfin”）
3. 泣きたかった （retake from “retour”）
4. 20才の頃

## 演奏
- 菅野よう子：Piano, Keyboards
- 松下誠、宮崎よしお：Guitar
- 伊藤広規：Bass
- 青山純：Drums
- 濱田美和子：Background Vocal
- 浦田恵司：Sound Architect
- 富永邦彦、Satoru Suzuki：Computer Programming